# NGC 5324
NGC 5324 је спирална галаксија у сазвежђу Девица која се налази на NGC листи објеката дубоког неба.
Деклинација објекта је - 6° 3' 29" а ректасцензија 13h 52m 5,8s. Привидна величина (магнитуда) објекта NGC 5324 износи 11,8 а фотографска магнитуда 12,5. Налази се на удаљености од 44,0000 милиона парсека од Сунца. NGC 5324 је још познат и под ознакама MCG -1-35-16, IRAS 13494-0548, PGC 49236.